# 평구

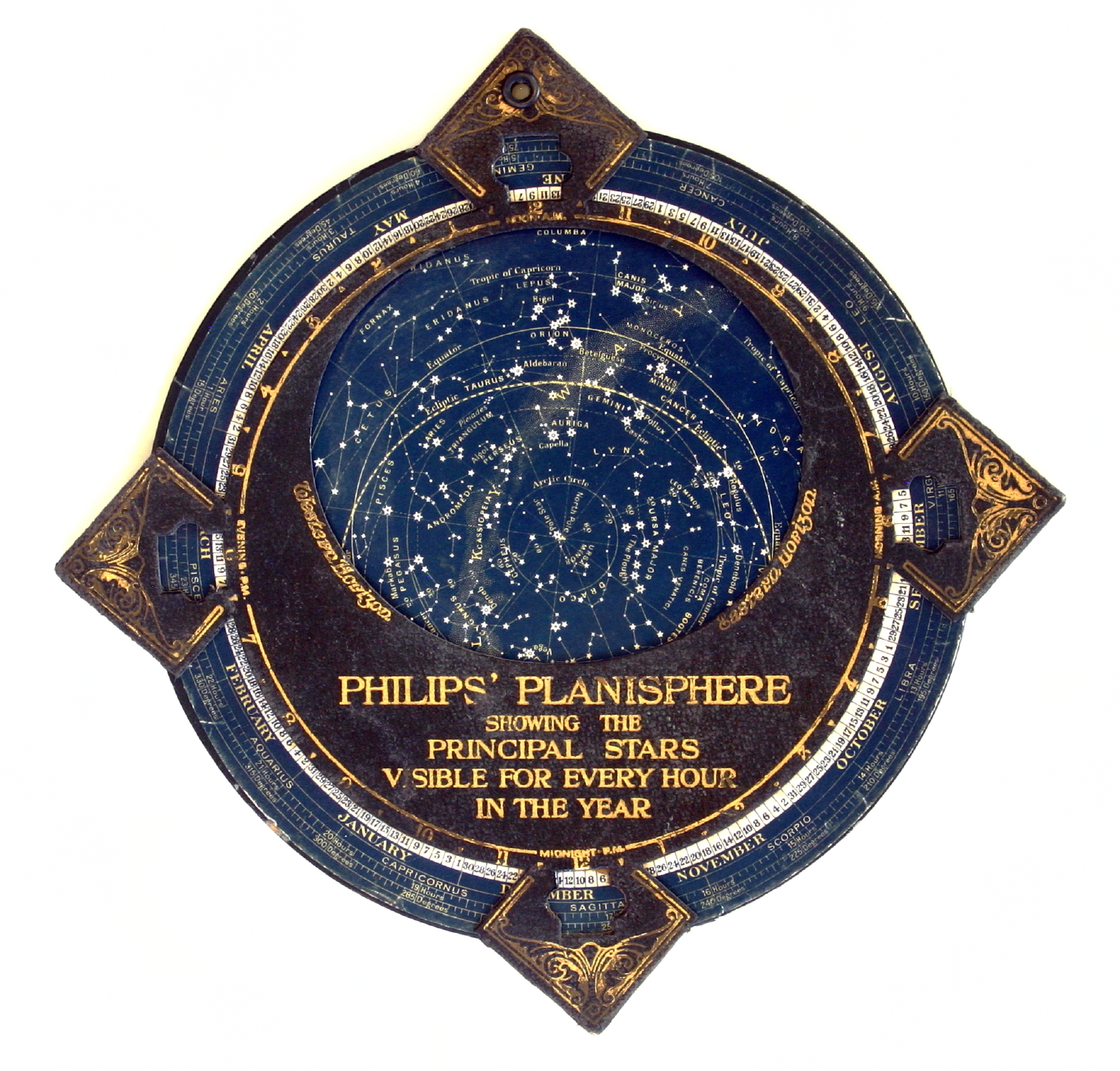
필립스의 평구, 약 1900년

천문학에서 평구(平球, Planisphere)는 공통 축에서 회전하는 두 개의 조정 가능한 원반 형태의 성도 아날로그 계산기이다. 시간과 날짜에 표시되는 별을 표시하도록 조정할 수 있다. 별과 별자리를 인식하는 방법을 배우는 데 도움이 되는 도구이다. 고대 그리스 천문학에 기원을 둔 도구인 성반은 현대 평구의 전신이다. 평구라는 용어는 천구의가 고리의 3차원 뼈대로 표현되는 혼천의와 대조된다.

## 설명
평구는 투명한 타원형 창이나 구멍이 있는 불투명한 원형 덮개에 중앙에 부착된 원형 성도로 구성되어 주어진 시간에 하늘 지도의 일부만 창이나 구멍 영역에서 볼 수 있다. 성도와 덮개는 공통 축을 중심으로 자유롭게 회전할 수 있도록 탑재된다. 성도에는 지구의 특정 위도에서 볼 수 있는 가장 밝은 별, 별자리 및 (아마도) 심원천체가 포함되어 있다. 지구에서 보는 밤하늘은 관찰자가 북반구에 있는지 남반구에 있는지와 위도에 따라 달라진다. 평구 창은 특정 위도를 위해 설계되었으며 그 양쪽의 특정 밴드에 대해 충분히 정확하다. 평구 제조업체는 일반적으로 다양한 위도에 대해 여러 버전으로 제공한다. 평구는 관찰자의 위도에서 보이는 별만 표시한다. 수평선 아래의 별은 포함되지 않는다.
덮개 가장자리에 완전한 24시간 주기가 표시된다. 달력 날짜의 전체 12개월은 전분의 가장자리에 표시되어 있다. 창은 동쪽과 서쪽 지평선의 방향을 표시하도록 표시된다. 원반와 덮개는 덮개에서 관찰자의 현지 시간이 성도 원반의 그날 날짜와 일치하도록 조정된다. 그러면 창에 보이는 성도의 부분은 평구의 설계된 위치에 대한 그 순간 하늘의 별 분포를 나타낸다 (구형 볼륨을 나타내는 평평한 표면이기 때문에 왜곡이 있음). 사용자는 성도를 실제 별 위치와 일치시키기 위해 정확하게 정렬된 동쪽 및 서쪽 지평선과 함께 머리 위에 평구를 들고 있다.

## 역사

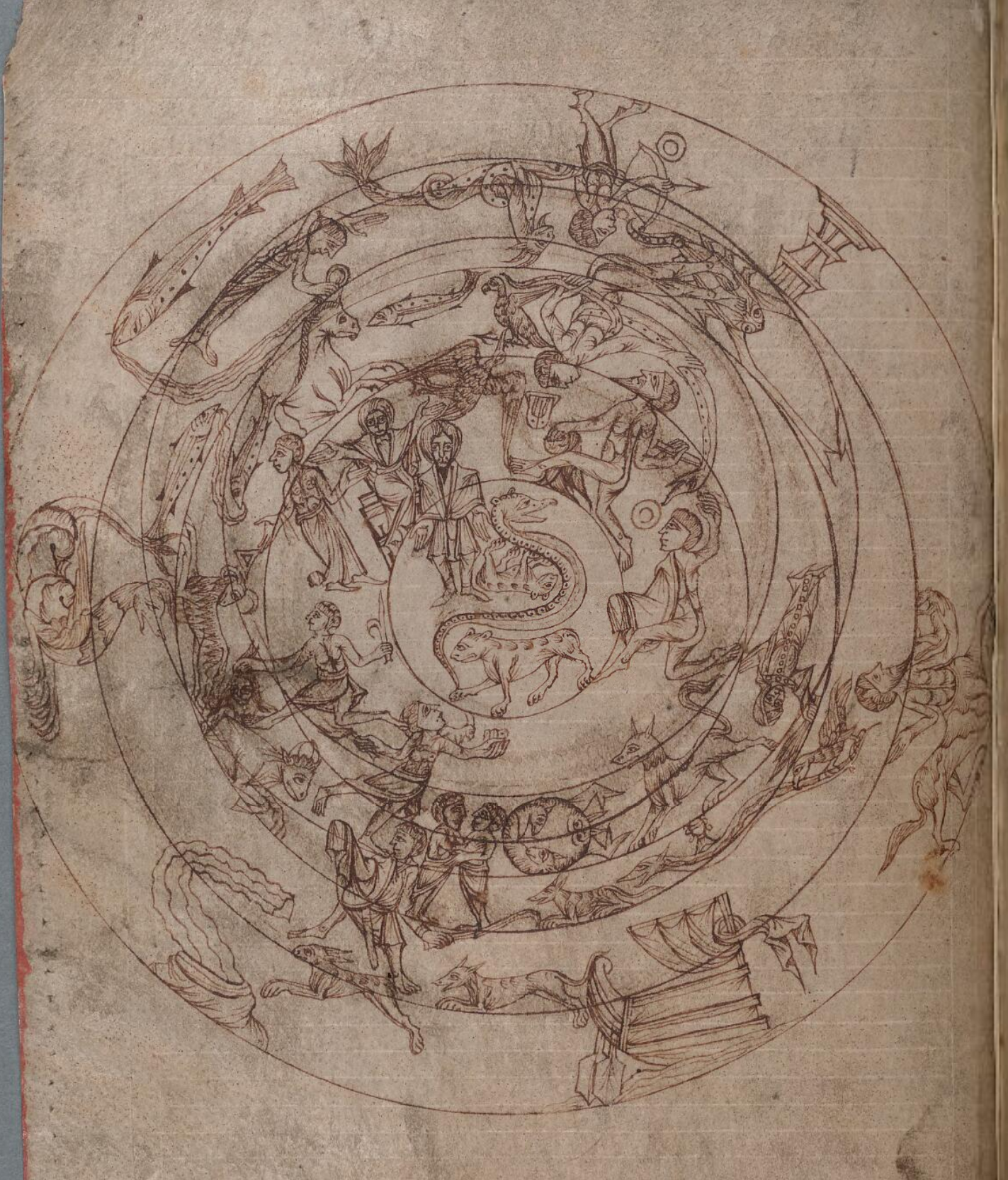
중세 평구, 약 1000년. 웨일즈 국립 도서관 MS 735C, 에버리스트위스.

평구 (라틴어 planisphaerium)라는 단어는 원래 클라우디오스 프톨레마이오스가 평면에 그려진 지도로 구형 지구의 표현을 설명하기 위해 2세기에 썼다. 이 사용법은 르네상스 시대까지 계속되었다. 예를 들어 게라르두스 메르카토르는 자신의 1569년 세계 지도를 평구로 설명했다.
이 기사에서 이 단어는 평면에서 별로 가득 찬 천구의의 표현을 설명한다. "평구"라는 이름을 가진 최초의 항성도는 제이콥 바치가 1624년에 만들었다. 바치는 케플러의 행성 운동 법칙을 발견한 요하네스 케플러의 사위였다.

## 성도
평구는 인쇄된 평면에서 천구를 보여주기 때문에 항상 상당한 왜곡이 있다. 모든 차트와 마찬가지로 평구는 특정 투영 방법을 써서 만들어진다. 평구의 경우 두 가지 주요 방법이 쓰이며 선택은 디자이너에게 맡겨진다. 그러한 방법 중 하나는 정거 방위 도법이다. 이 투영법을 써서 하늘은 천구의 극 중 하나를 중심으로 도표화되는 반면, 적위가 같은 원은 (예를 들어 60°, 30°, 0°(천구의 적도), −30° 및 −60°) 서로 및 극에서 등거리에 놓여 있다. 별자리의 모양은 중심에서 바깥쪽으로 직선으로 비례하여 정확하지만 이 방향과 (적위 원과 평행) 직각일 때 상당한 왜곡이 있다. 그 왜곡은 극과의 거리가 멀어질수록 악화된다. 이 투영법에서 유명한 오리온자리를 연구하고 이것을 실제 오리온자리와 비교하면 이 왜곡을 분명히 볼 수 있다. 방위각 등거리 투영법을 쓰는 한 주목할만한 평구는 한 면에 북쪽 보기를 인쇄하고 다른 면에 남쪽 보기를 인쇄하여 중심에서 바깥쪽으로 차트로 표시된 거리를 줄임으로써 이 문제를 해결한다.
입체 투영은 다른 것을 도입하면서 이 문제를 해결한다. 이 투영법을 쓰면 별자리의 모양이 올바르게 유지되는 방식으로 적위 원 사이의 거리가 확대된다. 당연히 이 투영법에서 가장자리에 있는 별자리는 천구의 극 근처에 있는 별자리에 비해 너무 커진다. 오리온자리는 원래보다 두 배 더 클 것이다. (이는 메르카토르 도법에서 그린란드를 매우 거대하게 만드는 것과 같은 효과이다) 또 다른 단점은 평구의 가장자리 근처에 별자리를 위한 공간이 더 많으면 해당 천구의 극 주위에 별자리를 위한 공간이 마땅한 것보다 적다. 지평선에 가까운 것보다 반구의 천구의 극 근처의 하늘을 더 잘 볼 수 있는 중간 위도의 관찰자들에게는 이것이 극 방위각 등거리 투영법으로 만든 평구를 선호하는 좋은 이유가 될 수 있다.

## 상판
위쪽 원반에는 주어진 순간에 하늘의 보이는 부분을 정의하는 "수평선"이 포함되어 있으며, 이는 자연적으로 전체 별이 빛나는 하늘의 절반이다. 그 수평선도 대부분의 경우 왜곡되는데, 같은 이유로 별자리가 왜곡된다. 입체 투영의 수평선은 완전한 원이다. 다른 투영의 수평선은 일종의 "붕괴된" 타원이다. 수평선은 특정 위도를 위해 설계되었으므로 평구가 의미하는 영역을 결정한다. 일부 더 비싼 평구에는 교환할 수 있는 여러 개의 상단 원반이 있거나 다른 위도에 대해 더 많은 수평선이 있는 상단 원반이 있다.
평구가 설계된 영역 이외의 위도 영역에서 쓰이는 경우 사용자는 평구에 없는 별을 보거나 평구는 해당 위도 영역의 하늘에서 볼 수 없는 별을 표시한다. 별이 빛나는 하늘을 철저히 연구하려면 특히 해당 지역의 평구를 사야 할 수도 있다.
그러나 대부분의 경우 수평선 근처의 하늘 부분에는 언덕, 숲, 건물 또는 우리가 바라보는 대기의 두께 때문에 많은 별이 표시되지 않는다. 특히 수평선 위의 낮은 5°에는 최상의 조건을 제외하고는 별 (물체는 고사)이 거의 보이지 않는다. 따라서 평구는 설계 위도의 +5°에서 -5°까지 상당히 정확하게 쓸 수 있다. 예를 들어, 북위 40°에 대한 평구는 북위 35°와 45° 사이에서 쓸 수 있다.

## 좌표
정확한 평구는 적경과 적위라는 천구 좌표계를 나타낸다. 이러한 좌표의 관점에서 행성, 소행성 또는 혜성의 변화하는 위치는 연간 천문 가이드에서 조회할 수 있으며, 이를 통해 평구 사용자는 하늘에서 이를 찾을 수 있다.
일부 평구는 상부 원반과 동일한 중심점을 써서 편각에 대해 별도의 바늘을 쓴다. 일부 평구에는 수평선에서 북쪽과 남쪽을 연결하는 선을 따라 위쪽 원반에 적위 특성이 인쇄되어 있다. 적경은 가장자리에 표시되며 평구를 설정할 날짜도 표시된다.

## 같이 보기
- 천구의 - 겉보기 천구의에 별이 빛나는 하늘의 표현.
- 천문 관측 도구 목록
- 혼천의 - 하늘의 주요 원을 나타내는 놋쇠 고리의 틀.